# Гіг-економіка
Гіг-економіка (англ. Gig Economy) — це економічна система, в якій люди (відомі як гіг-працівники, або гіг-контрактори) займаються фрілансом та/або додатковою зайнятістю. Гіг-економіка складається з працівників, споживачів та корпорацій які організовують трудові відносини за допомогою цифрової платформи (мобільний додаток або сайт). Корпорації безпосередньо з'єднують окремих постачальників та споживачів. Замість отримання фіксованих зарплат за місяць, гіг-працівники отримують оплату за виконані окремі виступи.
Американська служба внутрішніх доходів визначає гіг-економіку як "діяльність, за якою люди заробляють дохід, надаючи послуги або товари на вимогу", зазначаючи, що ця діяльність часто здійснюється через цифрову платформу, таку як мобільний додаток або веб-сайт, і доходи можуть бути у формі "грошей, майна, товарів або віртуальної валюти". 
Термін "гіг" походить від жаргонного терміну для окремих виступів виконавців, таких як музиканти та коміки. 
Прикладами такої економіки є сервіси Uber, Lyft, TaskRabbit, Grubhub, Postmates, Glovo.

## Українське законодавство
Українське законодавство визначає схожі за написанням терміни гіг-контракт, гіг-спеціаліст Законом Про стимулювання розвитку цифрової економіки в Україні Але закон обмежує значення термінів в лише в сфері інформаційних технологій. 
Для інших галузей економіки, регулюється іншим законодавством стосовно фізичної особи-підприємця.

## Критика
Проблемою гіг-економіки вважають соціальну незахищеність працівників і розмиття відповідальності працівників і роботодавців. Працівники не мотивовані робити понаднормово, досягнувши свого рівня добробуту, вони перестають працювати.
Свобода, яку отримують працівники, приносить також нестабільність фінансових надходжень, оскільки вони не мають визначеної заробітної платні і рухаються від клієнта до клієнта.

## Дивись також
- Уберизація